# Müstairi Szent János-kolostor
A müstairi Szent János benedekrendi apácakolostor a karoling korszakból származó templomfreskói okán világörökségi nyilvántartásba vett kolostoregyüttes, a svájci Graubünden kantonbeli Münster-völgyben fekvő Müstair település központjában.
A kolostort 800 körül Nagy Károly közvetlenül, de valószínűbb, hogy az ő megbízásából a Churi egyházmegye püspöke alapította. A kolostor történeti - egyházi és politikai - jelentőségére utal, hogy a kolostor hajdani latin nevéből (monasterium) alakult ki nemcsak a település (Müstair), de a befoglaló völgy (Münster-völgy, Val Müstair) máig fennmaradó neve is A 12. századtól a kolostor a Benedek-rendhez került, ekkor lett férfikonventből apácakolostor. A kolostornak nevet adó védőszentje Keresztelő Szent János.
A falakon és a templomhajó boltíves mennyezetén található - és a 15. század végén eltakart - karoling-kori freskókat csak a 20. század elején fedezték fel újra. A kolostor-együttes és művészeti értékei ma is látogathatók és 1983 óta az UNESCO világörökségi listáján szerepelnek.

## A völgy és a település névadója
Egy egész völgyet neveztek el erről a jelentős egyházi létesítményről: Müstair (eredetileg Münster > Münstair > Müstair) után, a Münster-völgyet > Val Müstair-t. Az itt található Szent János bencés kolostor bizonyíték a frank Nagy Károlynak az Apoktól dél irányú politikai törekvéséről. Ebből az időből származik a kolostortemplom legtöbb – lenyűgöző - műalkotása, amelyből egy töredék a zürichi múzeum kiállítótermeibe is elkerült.

## A kolostoregyüttes története
A kolostort 780-ban a Churi egyházmegye püspöke alapította, a hagyomány szerint Nagy Károly megbízásából. A templom középső szentélyének déli pillérénél levő, 1.500 körül készült életnagyságú stukkó-figurája emlékeztet a hatalmas uralkodóra (köztudott, hogy a császári titulust - a Bizánccal fennálló politikai zavartalanság megtartása érdekében - Nagy Károly soha sem használta, ezt csupán az ellenérdekű pápa és ennek folyományaként a későbbi történelem adta). A kolostor első lakói az északról, feltehetően Chur környékéről származó Benedek-rendi szerzetesek voltak. (A Benedek-rendi elnevezés Nursiai Szent Benedeknek, egy római katonacsalád leszármazottjának nevéhez kapcsolódik: szigorú rend, katonás fegyelem és szabályozott életmód jellemző rájuk. Híres jelmondatuk az „ora et labora”: Imádkozz és dolgozz, ami arra utal, hogy céljuk nem csupán a világi hívságoktól való elvonatkoztatás, hanem a föld megművelése, a keresztény etika terjesztése). Ők nevezték végül is Müstairt „monasterium in Tuberis”-nek. E név eredete a mára már Olaszországhoz került Dél-Tirolban fekvő, vintschgaui Taufers település latin nevében rejlik.
A Frank Birodalom uralkodója a kolostor létrehozásával nem csupán a kereszténységet szolgálta, hanem ez egyben politikai és katonai számításból is történt, mert ez a kolostor a stratégiailag fontos átkelést is biztosította az Alpokon. Müstair fogadta be az Itáliába, vagy onnan északnak törekvő megfáradt zarándokokat, utazókat, követeket, kereskedőket is. (Esetenként ezek közt volt maga Chur püspöke is, ha a püspökségének az Alpok főgerincén, a hágón túl fekvő részeit meglátogatta, mivel a középkorban nemcsak egyedül ez a magas völgy tartozott a churi püspökséghez, hanem az egész, ma Dél-Tirolhoz tartozó Vintschgau (Val Venosta) és az Adige (folyó)Etsch (Adige) folyó felső szakasza is.
A 11. században a churi Norbert püspök Müstairben egy toronyszerű lakóépületet is emeltetett, püspöki rezidenciaként. A hozzá tartozó kétszintes Szent Ulrik és Miklós-kápolna nyugati szárnyában értékes román kori díszítések és gipszből készült angyalmellszobrok maradtak fenn. Figyelemre méltó a déli kápolna kórusa feletti lefedés román kori boltíves szerkezete is. (A kápolna felső szintjét kizárólag a mindenkori püspökök használhatták.)
A háromapszisos egyhajós csarnoktemplomot 1490 táján késő gótikus , háromhajós csarnokterűvé alakították át. Ebből az időből származik a 16. században megmagasított harangtornya, valamint az erősített hely jellegét sugalló „Planta-torony” (Angelina Planta apátnőről kapta a nevét). Ekkor épültek az együttes déli és északi részei. Az együttest később többször átépítették.
A Szent János bencés kolostort eredetileg – a 12. századig – férfikonventként használták, s csak később költöztek ide az apácák (1163). A 13. században az oltáriszentség csodája révén Müstair zarándokhelyként lendült fel (az ereklyét 1799-ben a franciák elrabolták).

## A kolostortemplom freskói
A falakon és a templomhajó boltíves teteje alatt található karoling-kori freskókat a 15. század végén eltakartás és csak a 20. század elején fedezték fel őket ismét. 1908-1909-ben a Dávid életét ábrázoló freskókat, amelyek körbevették az egész templomot, átszállították a zürichi Országos Múzeumba. A többi freskót 1947 és 1952 között ismét láthatóvá tették.
A belső tér északi és déli falán öt vízszintes csíkon keresztül 82 többé-kevésbé jó állapotban fennmaradt karoling motívum húzódik keresztül. A három apszison a karoling festményeket részben román kori motívumokkal festették át. A legismertebb román kép a főapszison található a táncoló Salomét ábrázolja Heródes vacsoráján, ahogy eléri Keresztelő János lefejezését. A főapszis jobb végénél található Nagy Károly életnagyságú szobra.
A kolostor Karoling-korabeli freskói a maguk nemében a korszak, a karoling művészet legrégebbi, fennmaradt műalkotásai közé tartoznak. A negyvenes években - véletlen folytán - a kolostortemplom mind a négy oldalfalán található a XIX. századból származó festményei alatt fedezték fel azokat a Karoling-időkből származó festményeket, amelyek ma a kora középkor legnagyobb fennmaradt freskóciklusának számítanak.
A kolostor kiemelkedő művészettörténeti jelentőségét az 1947-1952 közti kutatások eredményeitől kapta. Azok a művészek, akik a kolostor templomának freskóit festették, a feltételezések szerint elsősorban délről jöttek. Valószínűleg Észak-Itáliában tanultak, mert amikor 1947-1951 között a kolostort renoválták, a 19. századi felső réteg alól karoling-kori freskók kerültek elő, s úgy tűnik, hogy ezek a kora középkori velencei egyházi művészet - a római képi tradíciók és a bizánci (ravennai?) stílus - befolyása alatt keletkeztek. A templombelső nyugati falán található „Utolsó ítélet” a téma legrégebbi ábrázolásának számít.
A freskók készítésének technikája is ismert: mielőtt felvitték volna a falakra az Ó- és az Újtestamentum különböző jeleneteit ábrázoló képeket, úgy csinálták, hogy először egy durva vakolatréteget, majd egy finomabb mésziszap réteget vittek fel a terméskő falakra. A színek – mindenekelőtt a fehér mész, a sárga és vörös okker, a zöld, az egyiptomi kék és a növényi fekete – világító fénye az évek folyamán elhalványult. Ma a sárga és vörös tónusok uralkodnak. Egy mennybemenetelt és egy Dávid életéből való jelenetet ábrázoló freskórészletet óvatosan eltávolítottak a falakról és ezek ma a zürichi múzeum kiállításán láthatók.
Lényegesen teltebben világítanak a színek a kolostortemplom keleti falának festményein, mert ezek jó háromszáz évvel később, a XII. század vége felé keletkeztek. Az ezeken udvari öltözékben megjelenő és jellegzetes tartásukkal ábrázolt elegáns figurák legalább olyan sokat mesélnek az alkotások létrehozásának koráról, mint a képek témakörében levő kereszténységről. Így láthatunk például a Keresztelő Szent János lefejezését ábrázoló faliképen muzsikusokat, dalnokokat is. A szép Salome magasan felhasított szexis szoknyában táncol egy gazdagon terített asztal előtt. Ezek a legendás atmoszférába átültetett, Márk evangéliumából vett jeleneteket ábrázoló mellékrészletek egyáltalán nem illettek bele a bencés kolostorok szigorú szabályok által szervezett életébe, amit pedig az apáca Müstair az egykori férfi szerzetesektől vett át, s ez a mai napig meghatározza a kolostor életét. (Napközben hétszer, éjszaka egyszer imádkozzák és énekelik az apácák az Isten dicséretét. És ugyanúgy, mint a Benedek-rendi kolostor szerzetesei akkoriban, az apácák ma is naponta kivonulnak magasan fekvő földjeikre és segítenek a széna és gabona betakarításában). „Ora et labora - Imádkozz és dolgozz”.) A munkában nem szenvednek hiányt a mai nővérek sem. Télen faliszőnyegeket, finom takarókat, művészi megmunkálású viseleteket, emlék- és dísztárgyakat készítenek, s a falu óvodájáért is ők felelnek.

## Képgaléria

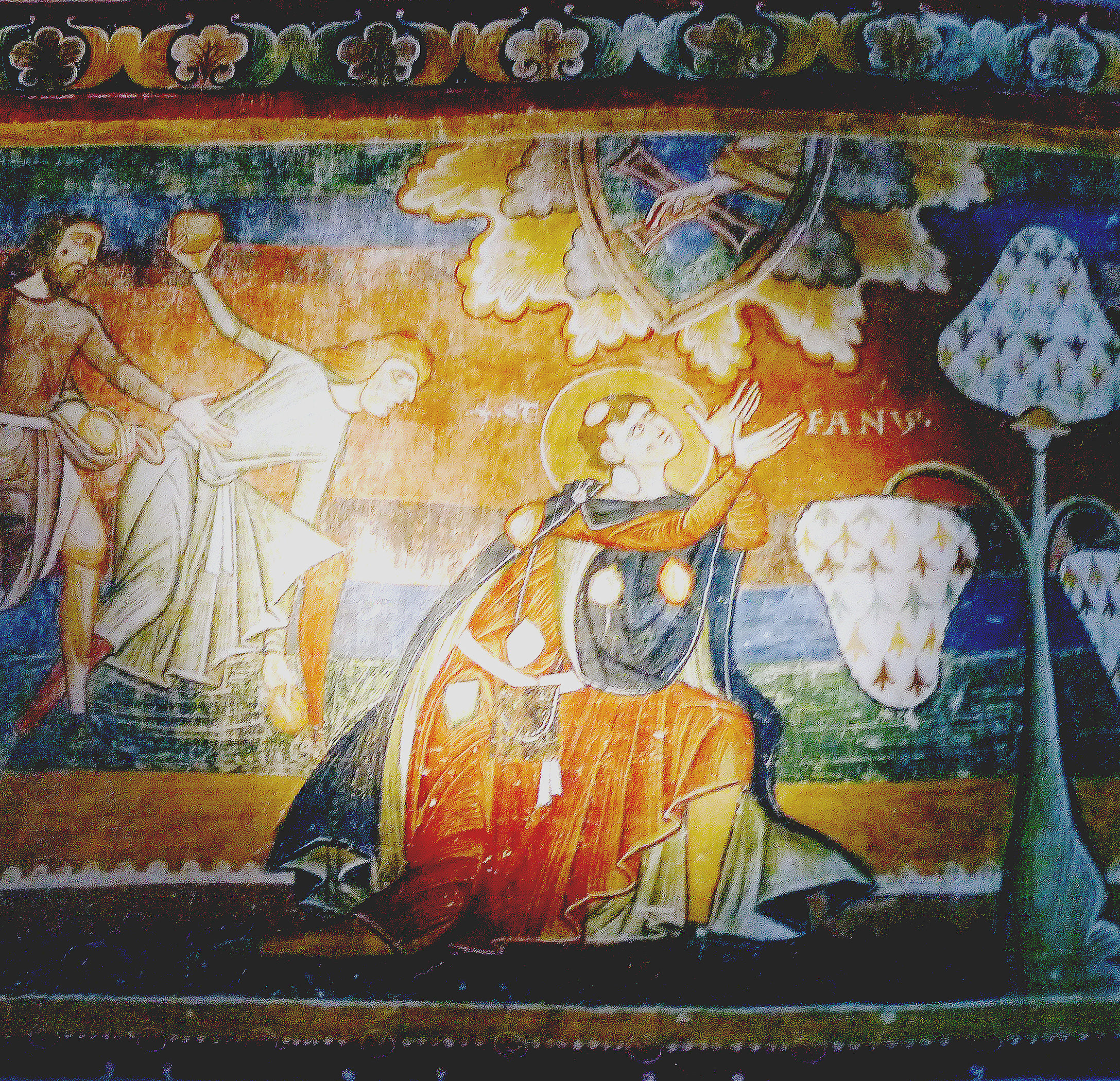
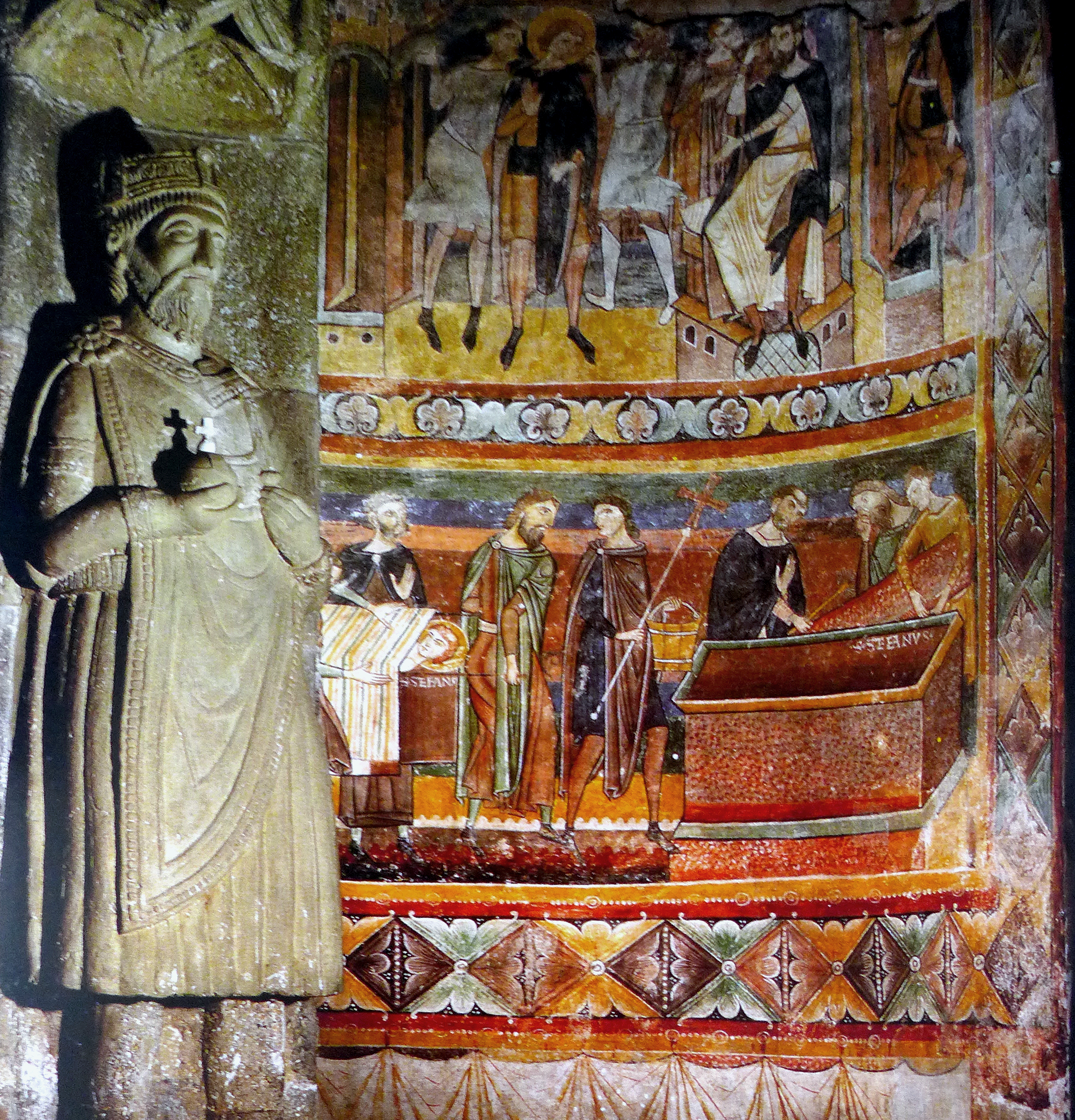
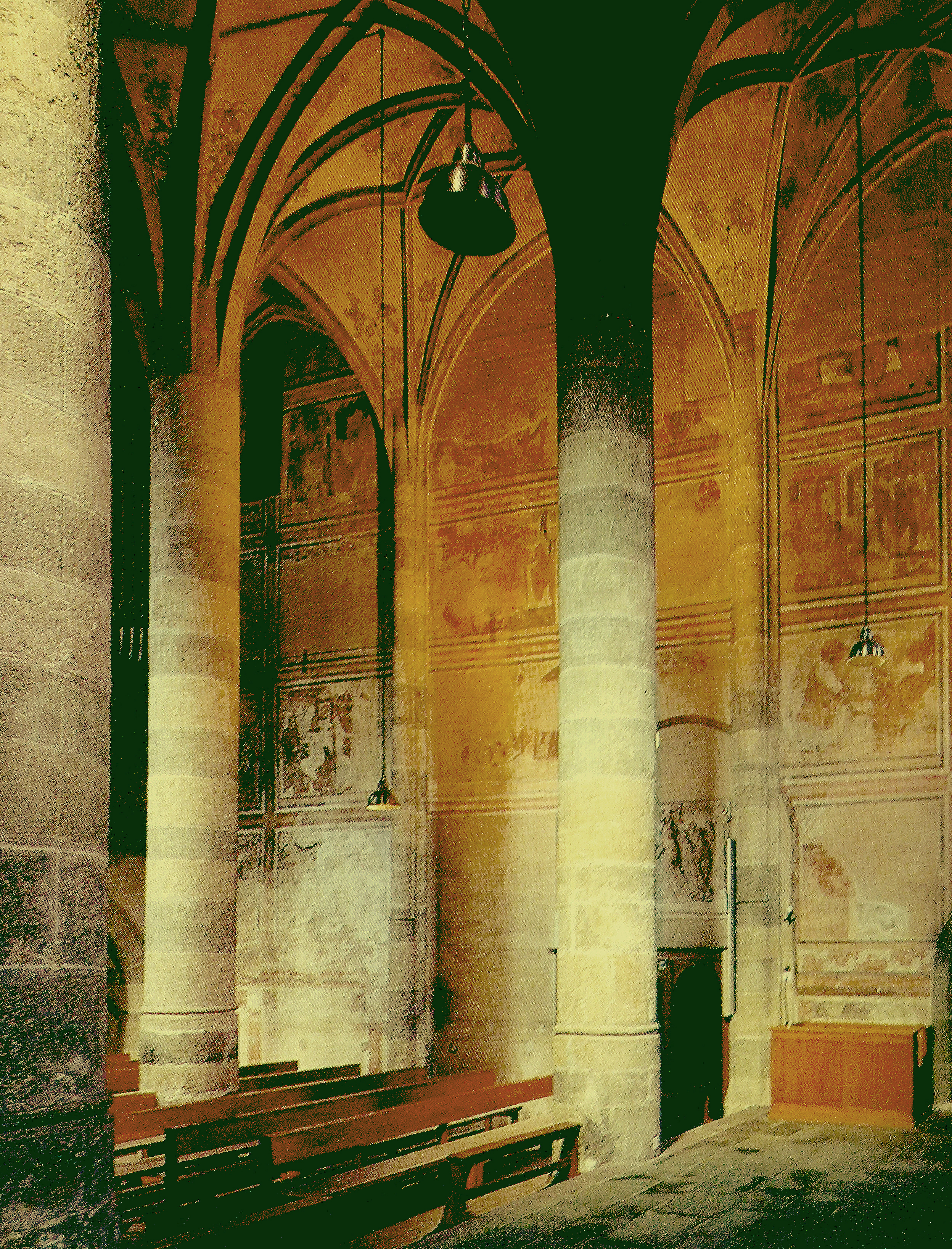
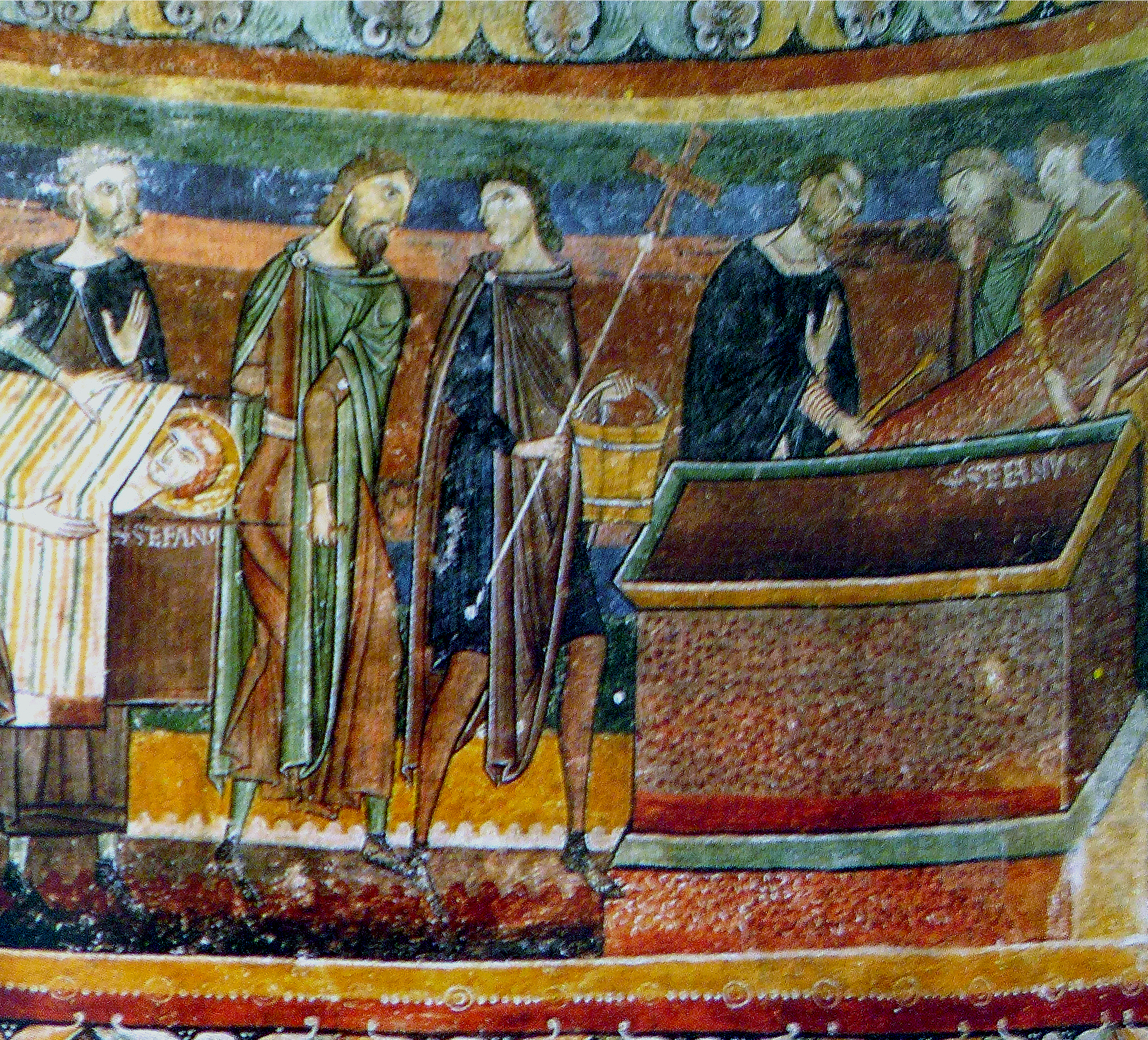
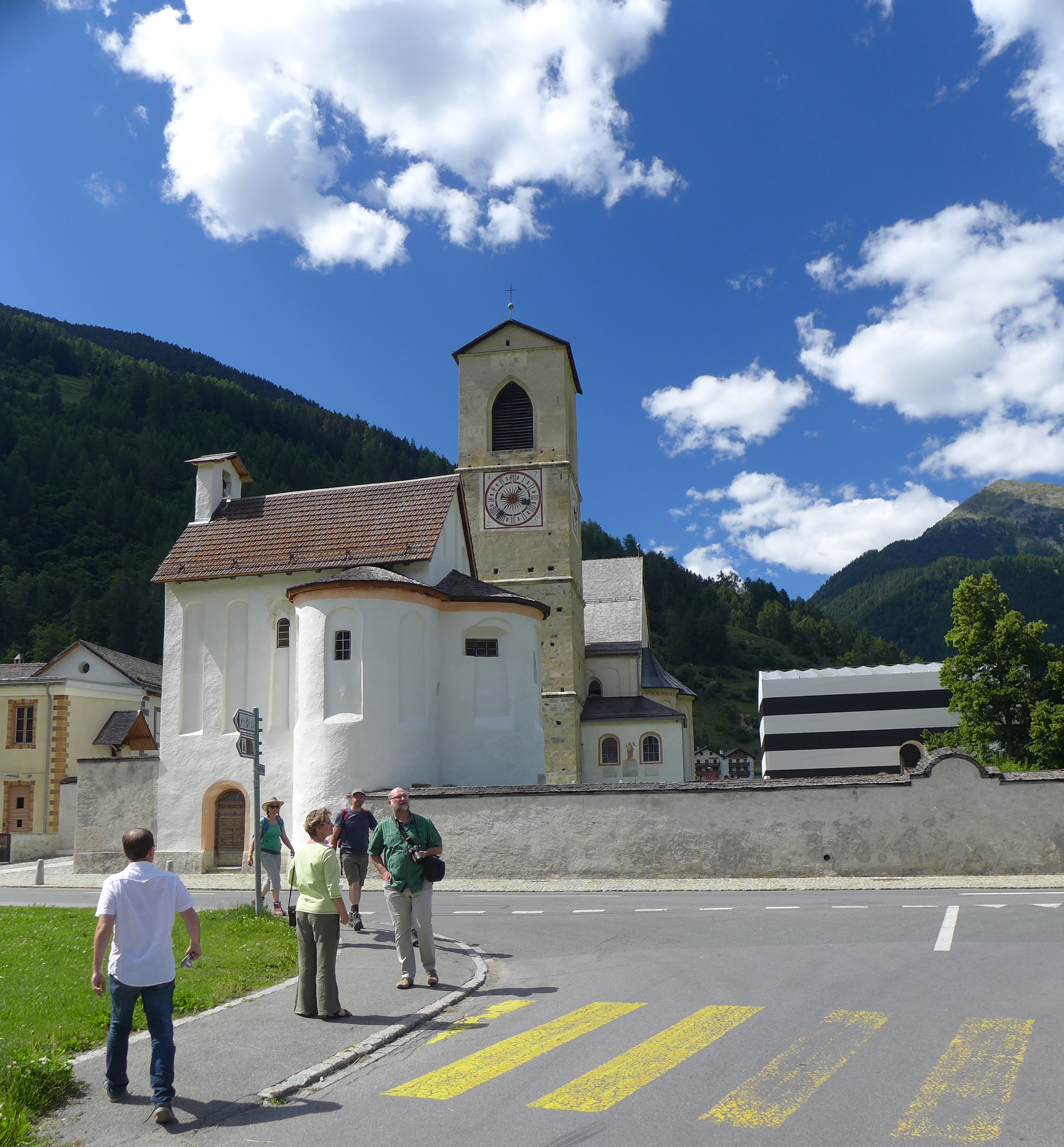
Kolostortemplom és múzeumegyüttes
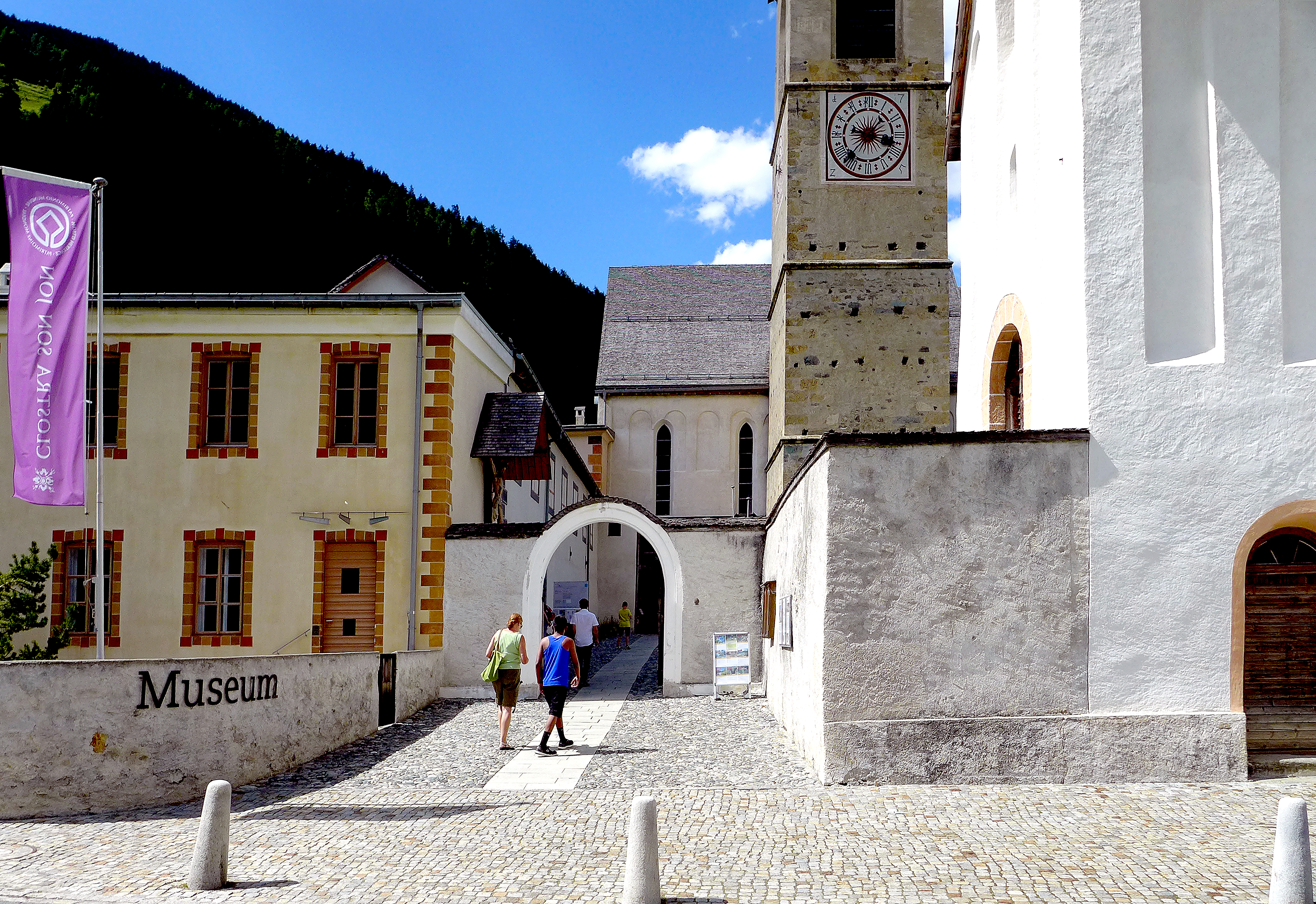
Templom és múzeum
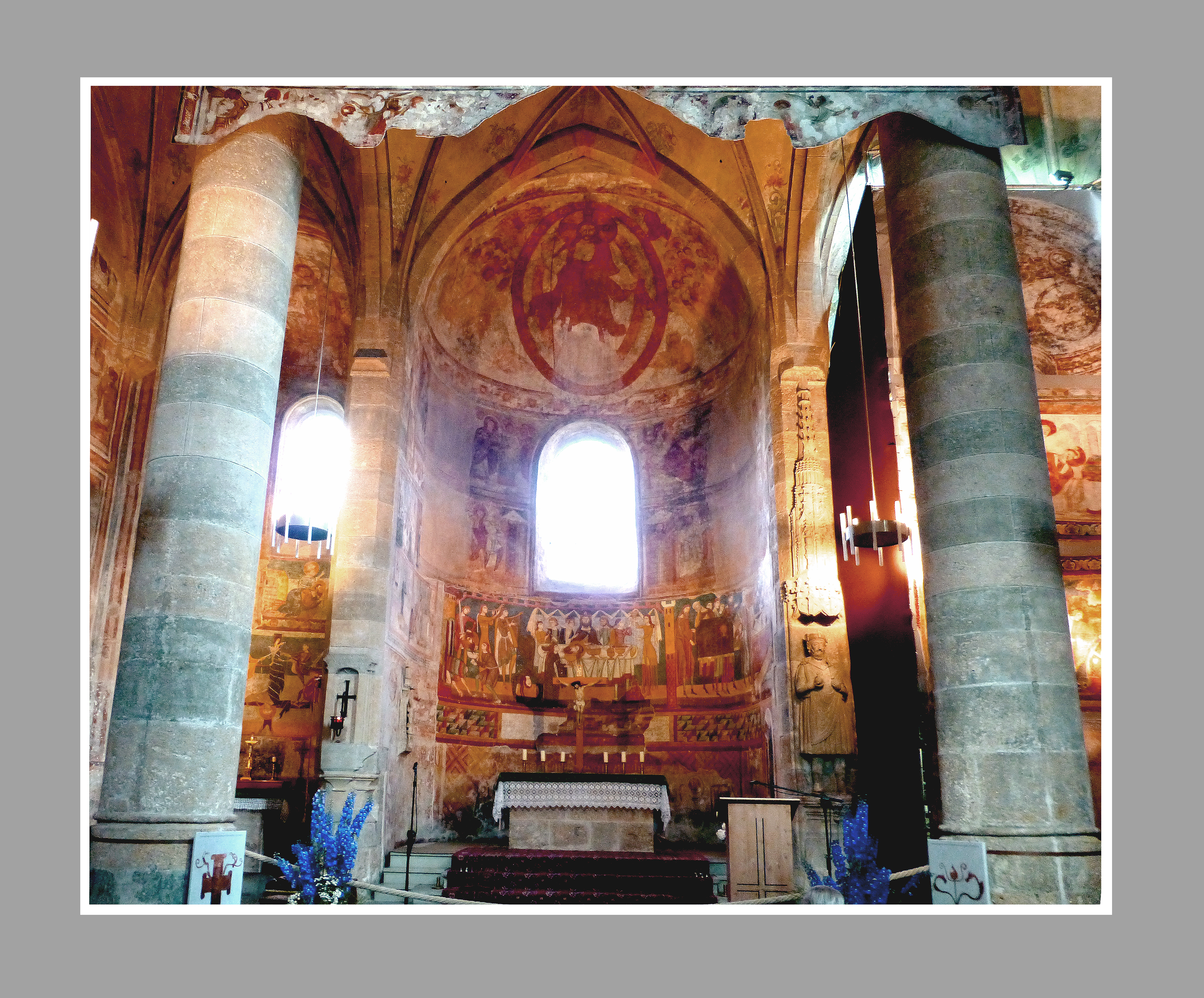
Kolostortemplom: belső tér
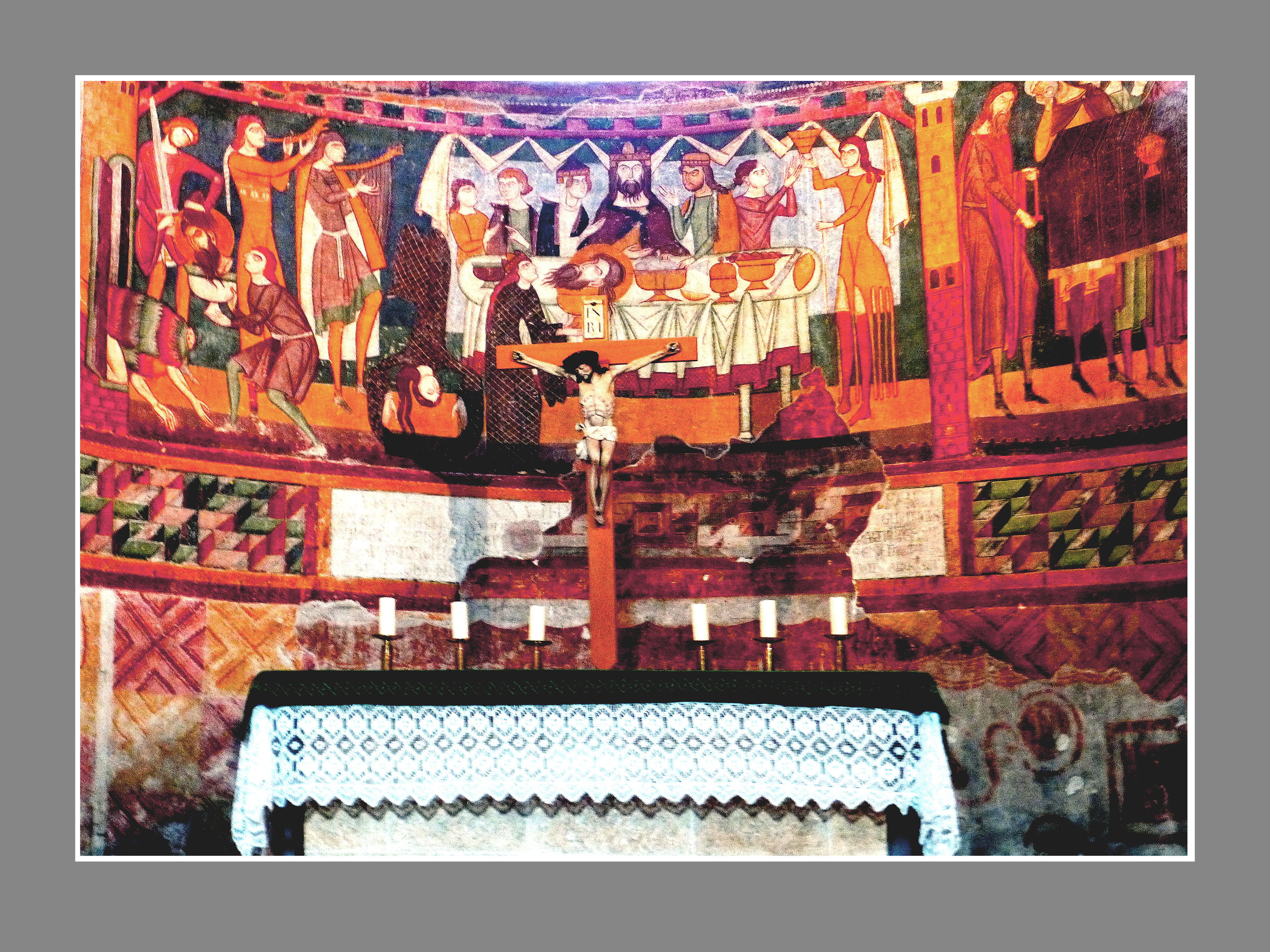
Kolostortemplom: szentély és főoltár
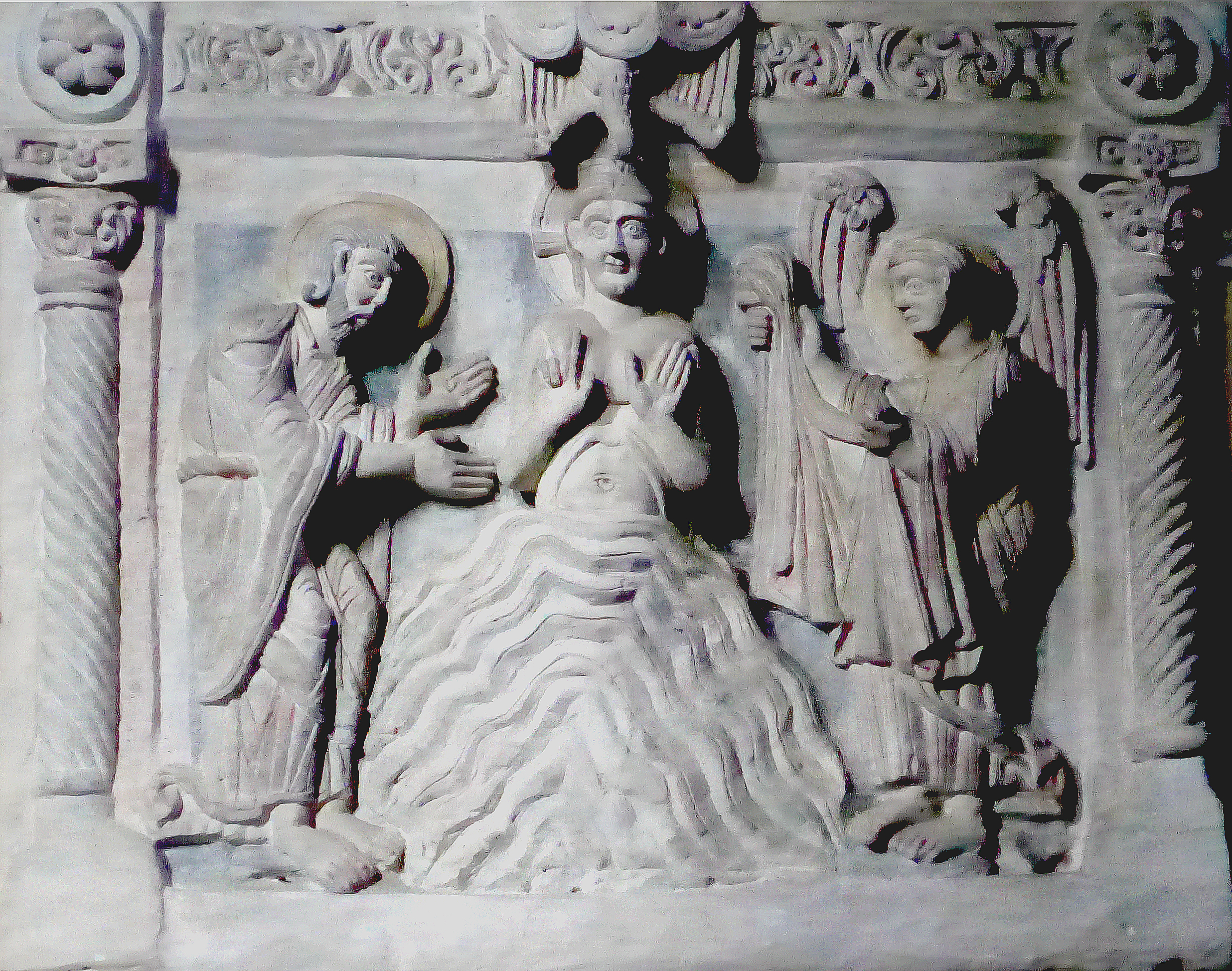
Kő-relief: Jézus megkeresztelése
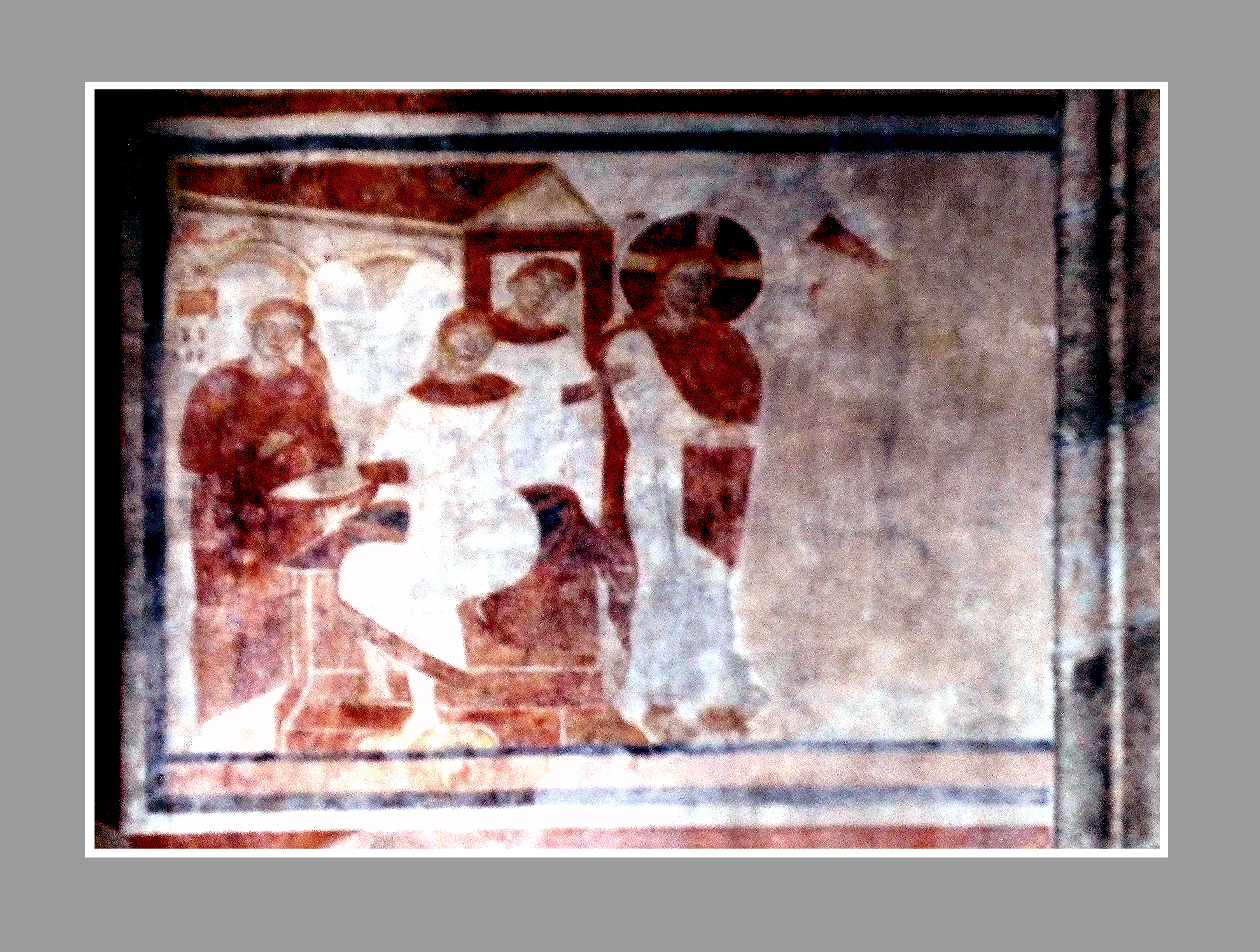
Kolostortemplom: freskómaradványok_1